# Austin Wright (Schriftsteller)

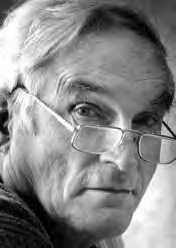
Austin Wright

Austin McGiffert Wright (* 6. September 1922 in Yonkers, New York; † 23. April 2003 in Cincinnati, Ohio) war ein US-amerikanischer Autor. Von 1970 bis 1993 war er Professor für Englische Literatur an der University of Cincinnati.
Einem größeren Publikum wurde Wright erst postum durch die Neuauflage seines Romans Tony and Susan bekannt, der 2016 von Tom Ford als Nocturnal Animals verfilmt wurde.

## Leben
Austin Wright wurde 1922 als eines von drei Kindern des Geografen John Kirtland Wright und dessen Frau Katharine McGiffert Wright geboren und wuchs in Hastings-on-Hudson auf. Seinen Namen erhielt er nach dem Bruder seines Vaters, dem Rechtswissenschaftler und Schriftsteller Austin Tappan Wright. Auch Wrights Großeltern väterlicherseits, John Henry Wright und Mary Tappan Wright, waren bereits schriftstellerisch tätig.
Wright studierte bis 1943 Geologie an der Harvard University. Nach seinem Abschluss diente er in der United States Army als Fluglotse in China und spielte in der Army Jazzband Klavier. Nach seinem Militärdienst studierte er Englisch an der University of Chicago, wo er seinen Master Degree und 1959 auch seinen Ph.D. erwarb.
Seit Anfang der 1960er Jahre war Wright am McMicken College of Arts and Sciences der University of Cincinnati tätig; seit 1970 hielt er dort eine Professur für Englische Literatur. 1993 wurde er emeritiert.
Wright war 52 Jahre lang bis zu seinem Tod mit Sara Hull Wright verheiratet; aus der Ehe gingen drei Töchter hervor. Seine zweite Tochter Johanna starb 2000 an einer Krebserkrankung, was Wright schwer traf. Wright selbst litt in seinen letzten Lebensjahren ebenfalls an Krebs; kurz vor seinem Tod zeigte er Anzeichen der Creutzfeldt-Jakob-Krankheit. Er starb am 23. April 2003 im Alter von 80 Jahren.

## Werk
Wright beschäftigte sich in seinem Werk immer wieder mit den Prinzipien des Erzählens sowie dem Wechselspiel von Phantasie und Realität.
Seinen ersten Roman Camden's Eyes veröffentlichte Wright 1969. First Persons folgte 1973; The Morley Mythology im Jahr 1977. Seine Werke wurden von der Kritik durchaus wohlwollend aufgenommen; 1985 wurde er mit dem Whiting Award als einer der 10 vielversprechendsten Schriftsteller des Jahres ausgezeichnet. Dennoch erreichte keiner seiner Romane zu Lebzeiten nennenswerte Verkaufszahlen. 
Auch der 1993 bei Baskerville Publishers veröffentlichte Roman Tony and Susan wurde trotz sehr guter Kritiken kein Verkaufserfolg. Die Universal Studios optionierten zwar die Rechte für eine eventuelle Verfilmung, die aber nicht zustande kam. Im Jahr 2010 wurde der Roman vom britischen Verlag Atlantic Books neu aufgelegt und erreichte so erstmals ein größeres Publikum. Tom Ford erwarb daraufhin von Baskerville Publishers für eine ungenannte Summe (von der Wright’s Estate 270.000 US-Dollar erhielt) erneut die Filmrechte und verfasste auf Basis der Vorlage ein Drehbuch. Unter seiner Regie entstand 2016 der auf Wrights Roman basierende Spielfilm Nocturnal Animals mit Jake Gyllenhaal und Amy Adams in den Hauptrollen. Nach Veröffentlichung des Films wurde der Roman unter dem Titel Nocturnal Animals neu aufgelegt.
Atlantic Books legte 2017 auch die Romane After Gregory, Telling Time und Disciples neu auf.
An seinem letzten Buch, dem autobiografisch geprägten Roman A Writer’s Story, den Wright für sein bestes Werk hielt, arbeitete er bis kurz vor seinem Tod. Seine Familie entdeckte Teile des Manuskripts in seinem Nachlass, das Gesamtwerk konnte nicht gefunden werden.

## Schriften
Romane
- Camden's Eyes. Garden City, N.Y., Doubleday, 1969, 336 Seiten.
- First Persons: A Novel. Harper & Row. 1973, 288 Seiten, ISBN 978-0-06-014759-4.
- The Morley Mythology. Harper & Row. 1977, 308 Seiten, ISBN 978-0-06-014751-8.
- Recalcitrance, Faulkner, and the Professors: A Critical Fiction. University of Iowa Press, 1990, 242 Seiten, ISBN 978-0-87745-301-7.
- Tony and Susan. Baskerville Publishers, Fort Worth 1993, 334 Seiten, ISBN 978-1-880909-01-0.
  - 1. Neu-Auflage: Tony and Susan. Atlantic Books, 2010, 384 Seiten, ISBN 978-1-84887-021-5.
  - 2. Neuauflage: Nocturnal Animals. Harper Perennial, 2016, 384 Seiten, ISBN 978-1-44345-387-5.
  - 1. deutsche Übersetzung: Tony und Susan. Aus dem Englischen von Jobst-Christian Rojahn. Goldmann, München 1996, 408 Seiten, ISBN 978-3-442-72078-1.
  - 2. deutsche Übersetzung: Tony & Susan. Aus dem Englischen von Sabine Roth. Luchterhand, München 2012, 416 Seiten, ISBN 978-3-442-74704-7.
- After Gregory: A Novel. Baskerville Publishers, Fort Worth 1994, 292 Seiten, ISBN 978-1-880909-12-6.
- Telling Time: A Novel. Baskerville Publishers, Fort Worth 1995, 264 Seiten, ISBN 978-1-880909-36-2.
- Disciples. Baskerville Publishers, Fort Worth 1997, 300 Seiten, ISBN 978-1-880909-55-3.

Sachliteratur
- The American Short Story in the Twenties. University of Chicago Press, 1961, 425 Seiten.
- The Art of the Short Story: An Introductory Anthology. (mit John Leeds Barroll) Allyn and Bacon, 1969, 479 Seiten.
- Formal Principle in the Novel. Cornell University Press, 1982, 317 Seiten, ISBN 978-0-8014-1462-6.

## Auszeichnungen
- 1967: Mrs. A.B. „Dolly“ Cohen Award for Excellence in Teaching der University of Cincinnati[7]
- 1974: George Rieveschl Jr. Award der University of Cincinnati[2]
- 1985: Whiting Award[3]